# Kanton Saint-Saëns
Kanton Saint-Saëns is een voormalig kanton van het Franse departement Seine-Maritime. Het kanton maakte deel uit van het arrondissement Dieppe. Het werd opgeheven bij decreet van 27 februari 2014 met uitwerking in maart 2015.

## Gemeenten
Het kanton Saint-Saëns omvatte de volgende gemeenten:
- Bosc-Bérenger
- Bosc-Mesnil
- Bradiancourt
- Critot
- Fontaine-en-Bray
- Mathonville
- Maucomble
- Montérolier
- Neufbosc
- Rocquemont
- Sainte-Geneviève
- Saint-Martin-Osmonville
- Saint-Saëns (hoofdplaats)
- Sommery
- Ventes-Saint-Rémy